# Kotla Mahigiran
Kotla Mahigiran es una ciudad censal situada en el distrito de Delhi sur, en el territorio de la capital nacional,  Delhi (India). Su población es de 7376 habitantes (2011). 

## Demografía
Según el censo de 2011 la población de Kotla Mahigiran era de 7376 habitantes, de los cuales 3830 eran hombres y 3546 eran mujeres. Kotla Mahigiran tiene una tasa media de alfabetización del 93,40%, inferior a la media estatal del 86,21%: la alfabetización masculina es del 95,89%, y la alfabetización femenina del 90,74%.